# 蒼之彼方的四重奏
《蒼之彼方的四重奏》是由sprite於2014年11月28日發售的一款成人向美少女遊戲。此作品為sprite的第2部作品，日文簡稱（aokana），並在遊戲發行前兩週宣布預定電視動畫化。PlayStation Vita版於2016年2月25日推出。手機遊戲《蒼之彼方的四重奏-永恆的天空-（蒼の彼方のフォーリズム-ETERNAL SKY-）》於2016年10月7日開始營運。於2018年3月29日發售運作於Nintendo Switch《蒼之彼方的四重奏 for Nintendo Switch》。
2015年8月27日宣布電視動畫由GONZO製作，並於2016年1月開始播出。而在2015年9月26日發售的《月刊Comp Ace》2015年11月號宣布漫畫化，並於2015年10月26日發售的《月刊Comp Ace》2015年12月號開始連載，漫畫作者為。

## 遊戲運作
《蒼之彼方的四重奏》是一款成人向戀愛冒險視覺小説。遊戲的核心玩法是通過閱讀文字敘述、觀看角色立繪、背景插圖與動畫片段，以及聆聽配音與背景音樂來體驗故事。玩家在故事進程的關鍵節點，需要從系統提供的多個選項中進行選擇。這些選擇將決定主角的行動與對話反應，並最終引導遊戲進入不同的劇情分支路線。在特定路線的情感發展達到一定程度後，會包含描繪角色間性行為的成人場景。 遊戲最終會根據玩家在路線中的選擇達成該路線的特定結局。

## 故事簡介
數十年前，人們發現了一種不可思議的反重力粒子。於是，人們用這種粒子發明各種反重力裝置。其中反重力鞋的發明，使得從此之後飛行變得就像騎自行車般簡單容易。
然而，因為現行法令上的限制，並不是所有的地區都可以隨心所欲地使用反重力鞋。不過，有一部分的地區能夠以實驗的名義來開放使用。其中，在日本南方，由四座島嶼所組成的四島列島，使用的年齡層最為廣泛，從老人到小孩都在使用，尤其是學生的使用率最高，日常通勤時幾乎都會使用反重力鞋。也因為反重力鞋的發明，一種名為Flying Circus(飛行馬戲フライングサーカス，簡稱FC）的運動也隨之誕生。
本作的主人公，日向晶也，是一位在小時候相當被看好的FC選手，但是在一次的比賽中，遭受到壓倒性的敗北而受挫，因而告別FC這個領域，從此不再飛行。但在一次上學途中，晶也遇到剛轉來的轉學生，倉科明日香。因緣際會下再次使用反重力鞋，重新燃起晶也對FC的熱情，並且與主角們共同交織成一部青春戀愛物語。

## 登場人物
※以下角色配音表示方式：PC版遊戲配音／PS Vita版遊戲配音／電視動畫配音。

### 主要角色
日向晶也
配音：無／無／逢坂良太
反重力鞋：飛燕（飛燕一型）※選手時期
久奈浜学院2年C組。遊戲版的主人公，原本是位FC選手。現在已經離開FC界，但對於FC的熱忱仍然不減。
在電視動畫版中 ，晶也成為配角，與任何女性角色也沒有愛情線。
倉科明日香
配音：澤田夏／福圓美里
身高：158cm 體重：47kg 生日：5月2日 三圍：B85 /W56 /H86 反重力鞋: 飛燕四型 競賽風格：All Rounder
久奈浜学院2年C組。轉學生，個性活潑，非常乖巧。對任何人都會適當的使用敬語，是位注重禮儀的轉學生。非常努力而且好奇心旺盛，會對自己喜歡的事物全力以赴。
在電視動畫版中，明日香是第一主人公。
在電擊G's magazine舉行的角色人氣投票中排名第3。
鳶澤美咲
配音：紺野由梨／浅倉杏美
身高：165cm 體重：48kg 生日：4月16日 三圍：B88 /W59 /H89 反重力鞋：Lavateinn 競賽風格：Fighter
久奈浜学院2年C組。晶也的同班同學，是位大胃王。只靠想法就去行動，個性率直的同學。曾在祖母那裏學到一些知識。
在電擊G's magazine舉行的角色人氣投票中排名第1。
有坂真白
配音：瀨良美都／山本希望
身高：148cm 體重：42kg 生日：2月14日 三圍：B77 /W52 /H78 反重力鞋：Siamese 競賽風格：Fighter→Speeder
久奈浜学院1年A組，是晶也的學妹。在想甚麼也都會老實的表達出來，活潑可愛的學妹。非常尊敬美咲，三不五時會看到她追在美咲背後。家中經營烏龍麵店「真白烏龍麵」。
在電視動畫版中 ，真白對美咲有著戀愛之情。
在電擊G's magazine舉行的角色人氣投票中排名第2。
市之瀨莉佳
配音：三代真子／米澤圓
身高：152cm 體重：45kg 生日：12月20日 三圍: B81 /W55 /H82 反重力鞋：Maine Coon 競賽風格：Speeder
高藤学園福留島分校1年級。剛搬到晶也家隔壁的鄰居女孩。是一個什麼事情都可以解決的優等生，但是個性十分倔強，不肯將真正的自己表現出來。
在電擊G's magazine舉行的角色人氣投票中排名第6。

### 久奈浜学院FC部
曾經有在全國大賽獲勝的經驗，歷史悠久。但是因為部員人數下降而降格為同好會，但是因為晶也加入後，人數符合升格標準而再度升格為部。
各務葵
配音：緒方惠美
久奈浜学院FC部顧問，同時也是2年C組的班級導師。是位有名但已經隱退的FC選手。曾在晶也進入久奈浜学院前拜訪過他。與晶也是舊識。
在電擊G's magazine舉行的角色人氣投票中排名第9。
青柳紫苑
配音：平林哲平／近藤孝行
反重力鞋：Balmung 競賽風格：Speeder
久奈浜学院3年級，是青柳窗果的哥哥，久奈浜学院FC部部長。在主角們加入以前，是久奈浜学院FC部裡唯一的社員。把訓練肌肉當做最重要事情的豪爽男子。
青柳窗果
配音：鈴田美夜子／若林直美
久奈浜学院2年C組，是晶也的同班同學，也是青柳紫苑的妹妹，久奈浜学院FC部經理。為自己的人生拚命的打拚，自己也是這麼認為著。
在電擊G's magazine舉行的角色人氣投票中排名第4，是在非主角群中排名最高的。

### 高藤学園福留島分校FC部
全國有名的FC名門學校。設備充實，有許多有望的選手。
真藤一成
配音：梅咲查理／興津和幸
高藤学園福留島分校3年級，高藤学園福留島分校FC部部長。連續兩年在比賽中獲得最高榮譽的霸者，幾乎是同代中最強的代表。也是少數幾位知道晶也過去記錄的人。
在電擊G's magazine舉行的角色人氣投票中排名第5，是唯一一位進入前十名的男性角色。
佐藤院麗子
配音：北見六花／小野涼子／種田梨沙
高藤学園福留島分校2年級，高藤学園福留島分校FC部副部長。有「高藤的紫色玫瑰」之稱。會以強勢的姿態及笑聲說話。被周圍的人寄予厚望。非常在意名字中的“院”字。
在電擊G's magazine舉行的角色人氣投票中排名第7。

### 四島水產学園FC部
平時部員兩人一組生活，互相合作並且支持彼此。
虎魚有梨華
配音：陽月日織／小暮英麻
四島水產学園1年級，與真白是總角之交。因為升學的關係與真白分開，但也有互相聯絡。個性活潑。
我如古繭
配音：夕城美馬／佐佐木望
四島水產学園2年級，有梨華的學姐，被有梨華稱之為姐姐。是四島水產学園的明星選手。

### 海凌学園FC部
乾沙希
配音：小鳥居夕花／高森奈津美
海凌学園2年級。個性冷淡，不常顯露感情。
在電擊G's magazine舉行的角色人氣投票中排名第8。
伊莉娜·阿瓦隆（Irina Avalon）
配音：納美夕子／水橋香織
海凌学園2年級。性格開朗，常代替不愛說話的沙希發言。

### 堂浦工業学園FC部
黑淵霞
配音：深城加奈美／甲斐田幸
堂浦工業学園1年級。目光銳利，言行舉止給人粗暴的印象。

### 上通社学園FC部
覆面選手
配音：？
本名、年級皆不詳。會戴著へのへのもへじ樣子的面具。

### 其他角色
保坂實
配音：桃井穗美／儀武祐子
久奈浜学院1年A組，是真白的同班同學。因為參加放送部的關係，所以常常到FC部取材。
在電擊G's magazine舉行的角色人氣投票中排名第10。
白瀨隼人
配音：木島宇太／水島大宙
白瀨水面的哥哥。在福留島的繁華街經營FC用具專賣店「天空競技白瀨」。昔日為FC選手，與葵有交情。
白瀨未萌
配音：豐瀧彌實／清水愛
白瀨隼人的妹妹。個性怕生，即使在路上遇到也會害怕到發抖。
有坂牡丹
配音：大和惠美／生天目仁美
真白的母親。與丈夫一起經營烏龍麵店「真白烏龍麵」。

## 用語
四島列島
故事的主舞台。位於日本南洋，由福留島、久奈島、笠松島、上通島等四個大島與周圍三十多個小島所組成。島上的反重力相關設施非常齊全，有專門為飛行中途休息所設置的停留所、為夜間飛行時提供照明的路燈設施，以及禁止飛行區域等設定。Flying Circus相當盛行，暑假時常有前來遊玩或觀戰的觀光客。
反重力鞋
搭載反重力裝置的鞋子，穿上之後能夠自由在空中飛行。種類有分成日常使用的一般型，以及適用於Flying Circus的競技型。
Flying Circus
選手穿上反重力鞋飛上空中後，進行1對1鬼抓人的天空競技。比賽場地在海面上，由4個空中浮標圍住，邊長為300公尺的正方形區域。每場時間限制為10分鐘。比賽開始前，選手須在起始線準備。當比賽開始後，選手以順時針方向飛行，並依序觸碰浮標得分。選手也可以碰觸對手背部來得分。選手比賽時須穿著飛行服（Flying Suit）以及反重力鞋比賽。
※規則補充：若其中一方選手先碰觸浮標得分，另一方則需「碰觸對方背部」或「和對方交錯」後才可透過碰觸下一個浮標來得分，否則即使碰觸到下一個浮標也無法得分（但先前碰觸浮標的一方，在另一方滿足上述兩條件之一並透過碰觸浮標得分前，可繼續透過碰觸下一浮標得分）。
飛行服（Flying Suit）
專門為FC比賽所特化的飛行服。選手必須穿著飛行服進行比賽。如果在比賽時發生意外落海，袖口寬大的部分可以當作浮標。
Second
利用無線對講機，提供選手戰略或提示的隊員。普通的運動競賽大多是平面移動，但由於FC是在立體的場地比賽，對手在任何位置都有可能。此時如果對手在視野死角或是無法追擊到的地方時，就需要Second提供指示及建議。最基礎的任務是提醒選手不要迷失方向及提醒選手別大意。
Dog Fight
指選手觸碰對手背部得分的動作。由於FC最大的賣點在於兩位選手的對戰，而且兩位選手在彼此碰觸後，會因為反重力的關係而互相彈開，因此有許多進攻與防守的戰略。
Sky Walker
FC選手的總稱。依照競賽風格可分為Speeder、All Rounder以及Fighter三類。
Speeder
以速度取分的選手，主要以高速移動作為優勢，多使用觸碰浮標來得分，避免與對手正面交戰。但對於轉彎與改變方向的應變比較弱。最終速度雖快，但是初速相對來說並沒有占到優勢。
All Rounder
競賽風格介於Speeder與Fighter之間，平衡類型的選手。並沒有特別占優勢的地方，特點是可依據各種不同的情況做出調整。
Fighter
主要以碰觸對手背部來得分的選手，特徵是短距離衝刺快和機動性高。初速相對較快，但是最高速度相較其他兩者偏慢。

## 發展

### 創作概念
《蒼之彼方的四重奏》是sprite繼第一部作品《戀愛與選舉與巧克力》後的第二作。本作是以Flying Circus這項在天空飛行的虛構運動為題材的美少女遊戲。2013年1月，製作人坂本晃與編劇木緒那智開始本作的企劃。坂本晃看到木緒那智的草圖以及關鍵字「天空」（空）後，以 「在天空飛翔的鞋子」（空を飛べる靴）「大海、天空、島及運動根性」為主軸，即為本作的原型。原定的作品類型偏向科幻類，但因為sprite的前一部作品《戀愛與選舉與巧克力》是純粹的校園故事，而將故事類型更改為該品牌玩家較能接受的「以校園故事為基礎的科幻類型作品」（学園ものをベースにしたSF要素のある作品）為本作的類型。而故事中的虛構運動「FC」是由愛好球類運動的木緒那智與愛好格鬥技的渡邊僚一在討論時，為了創造出同時具有球類運動的累計式計分方式以及享受一對一對戰時樂趣的運動，所提出的想法。而本作的主舞台「四島列島」則是以五島列島為原型。而標題中的「四重奏」（フォーリズム）則是取自流行音樂中的四種樂器（吉他、貝斯、鼓、電子琴），意指「大家齊心協力達成一個目標」。而在sprite官網的作品資料目錄網址的名稱則為「4rhythm」。

### 作品推出
《蒼之彼方的四重奏》原定於2014年9月26日發售，延至2014年11月28日發售。2014年11月14日在正式發售日的前兩週，發表預定電視動畫化的消息，遊戲的初回限定版與原畫集同捆發售。2015年6月30日，sprite宣布該作PlayStation Vita版預定於2016年推出。2015年8月27日宣布電視動畫由GONZO製作，並於2016年1月播出。而在2015年9月26日發售的《月刊Comp Ace》2015年11月號宣布漫畫化，自2015年10月26日發售的《月刊Comp Ace》2015年12月號開始連載，漫畫作者為。
2016年3月26日，sprite於AnimeJapan2016中，透露《蒼之彼方的四重奏 -ZWEI-》即將推出，宣傳短片亦於翌日推出。Edia開發的手機遊戲《蒼之彼方的四重奏 -ETERNAL SKY-》（蒼の彼方のフォーリズム -ETERNAL SKY-）2016年10月7日開始營運，18禁版《蒼之彼方的四重奏 -ETERNAL SKY- X-EDITION》由DMM.com發布，12月發布PC版《蒼之彼方的四重奏 -ETERNAL SKY- X-EDITION for PC》。2017年6月30日sprite发行《苍之彼方的四重奏EXTRA1》2018年3月29日发售運作於Nintendo Switch《苍之彼方的四重奏 for Nintendo Switch》。2018年8月31日，HIKARI-FIELD与NekoNyan联合宣布，将发行《苍之彼方的四重奏》中英文版合集，双方先后于2019年5月和6月在摩点和Kickstarter分别展开各自的特典众筹。於2019年7月24日HIKARI-FIELD宣佈，與NekoNyan作發行商，確定共同製作NS版的海外版，同樣是中英文合版。2019年9月14日，NekoNyan確認了本作通過Steam的發行審核，並公佈將於2019年9月27日在Steam上解鎖本作。

## 遊戲主題曲
- 片頭曲「Wings of Courage ～～」

作詞：川田真美，作曲：中澤伴行，編曲：中澤伴行、尾崎武士，主唱：川田真美
- PS Vita版 片頭曲「crossing way」

作詞：川田真美，作曲：中澤伴行，編曲：中澤伴行、eba，主唱：川田真美
- 片尾曲「Believe in  the sky」

作詞：川田真美，作曲：中澤伴行，編曲：中澤伴行、尾崎武士，主唱：川田真美
- 插入曲「INFINITE SKY」

作詞：KOTOKO，作曲：上松範康，編曲：岩崎星實，主唱：KOTOKO
- 倉科明日香片尾曲

作詞：RUCCA，作曲、編曲：菊田大介，主唱：倉科明日香
- 鳶澤美咲片尾曲「Sense of Life」

作詞：RUCCA，作曲、編曲：藤田淳平，主唱：鳶澤美咲
- 有坂真白片尾曲「Millions of You」

作詞：RUCCA，作曲、編曲：喜多智弘，主唱：有坂真白
- 市之瀨莉佳片尾曲「NIGHT FLIGHT」

作詞：RUCCA，作曲、編曲：藤間仁，主唱：市之瀨莉佳
- 印象曲「rays of the sun」

作詞：川田真美，作曲：中澤伴行，編曲：尾崎武士、中澤伴行，主唱：川田真美

## 電視動畫

### 製作人員
- 原作：sprite[3][4]
- 導演：追崎史敏
- 劇本統籌：吉田玲子
- 人物原案：鈴森
- 角色設計：中野圭哉
- 總作畫監督：中野圭哉、小池智史
- 動作總作畫監督：鯉川慎平
- 道具設計：清水奏太郎
- 美術監督：氏家誠
- 色彩設定：村田惠理子
- CG導演：井野元英二
- CG首席：横須賀皆斗
- 攝影監督：荻原猛夫
- 編輯：齋藤朱里
- 音樂：Elements Garden
- 音響監督：森下廣人
- 動畫製作：GONZO
- 製作：久奈浜學院FC部（TV TOKYO MEDIANET、GONZO、RITEWAY、AT-X、DLE、bilibili、NBC環球娛樂、叶音、DOCOMO動畫商城、HOBIBOX0、波麗佳音、BBB）

### 主題曲
片頭曲
- 「Contrail～軌跡～」

作詞：川田真美，作曲、編曲：中澤伴行，主唱：川田真美
片尾曲
- 「a-gain」（第2話－第11話）

作詞：KOTOKO，作曲、編曲：高瀨一矢，主唱：Ray
- （第12話）

作詞：川田真美，作曲、編曲：中澤伴行、尾崎武士，主唱：Ray
插入曲
- 「Wings of Courage ～～」（第12話）

作詞：川田真美，作曲：中澤伴行，編曲：中澤伴行、尾崎武士，主唱：川田真美

### 各話列表
| 話數   | 標題                 | 劇本     | 分鏡                 | 演出               | 作畫監督                                                                                                 |
| ------ | -------------------- | -------- | -------------------- | ------------------ | --- |
| 第1話  |                      | 吉田玲子 | 追崎史敏             | 高橋幸雄           | 鯉川慎平、新保卓郎                                                                                       |
| 第2話  |                      | 吉田玲子 | 追崎史敏、大原實     | 鳥羽聰             | 日下岳史、工藤雪、三好智志                                                                               |
| 第3話  | 只是有點燃起來了而已 | 木緒那智 | 追崎史敏             | 村田光             | 寒川步、小美戶幸代、佐藤菓                                                                               |
| 第4話  |                      | 岡田邦彦 | 山崎光惠             |                    | 三好智志、工藤雪                                                                                         |
| 第5話  |                      | 吉田玲子 | 岡本英樹             | 筑紫大介           | 平馬浩司、吉田肇、山中出水、小美戶幸代                                                                   |
| 第6話  |                      | 木緒那智 | 追崎史敏、小岩井正樹 | 小岩井正樹         | 鯉川慎平、佐藤陽子、日下岳史、南伸一郎、松岡秀明、杉村友和、瀧吾郎                                       |
| 第7話  | 先發制人！           | 木緒那智 | 岡本英樹             | 高橋幸雄           | KIM SAN、後藤麻梨子、鵜池一馬、鈴木光、岡田正和、鯉川慎平                                                |
| 第8話  |                      | 吉田玲子 | 古川知宏             | 鳥羽聰             | 佐藤陽子、松岡秀明、杉村友和、鎌田均、中尾高之、桑原壽彌、鯉川慎平                                       |
| 第9話  | 答案就在那片天空！   | 吉田玲子 | 杉村苑美             | 杉村苑美           | 清水博幸、島田英明、秦野好紹                                                                             |
| 第10話 | 這也是為了FC嗎？     | 岡田邦彥 | 阿部達也             | 、西村博昭         | 後藤麻梨子、KIM SAN、野口木之實、吉田肇、平馬浩司、岡本惠里香、寒川步、小美戶幸代、杉浦英之、佐藤菓      |
| 第11話 | 我不會認輸的！       | 吉田玲子 | 岡本英樹             | 高橋幸雄、筑紫大介 | 鈴木光、川村夏生、宇良隆太、阿蒜晃士、島田英明、南伸一郎、村松尚雄、松岡秀明、瀧吾郎、杉村苑美、鯉川慎平 |
| 第12話 |                      | 吉田玲子 | 追崎史敏             | 追崎史敏           | 鯉川慎平、佐藤陽子、後藤麻梨子、一之瀨結梨、杉村友和、岡村正和、中熊太一、外山洋介、中野圭哉、小池智史   |

### 播放電視台
日本深夜動畫：下文記載的日本国内播放時間使用日本標準時間（UTC+9）表示。因為部分時間标识會採用30小时制，因此請留意这类超过24:00的时间，其實際播放時間為翌日清晨。
| 播放地區   | 播放電視台    | 播放日期        | 播放時間                  | 所屬聯播網 | 備註           |
| ---------- | ------------- | --------------- | ------------------------- | ---------- | -------------- |
| 關東廣域圈 | 東京電視台    | 2016年1月11日－ | 星期一 26時05分－26時35分 | 東京電視網 |                |
| 近畿地區   | 大阪電視台    | 2016年1月13日－ | 星期三 27時05分－27時35分 | 東京電視網 |                |
| 愛知縣     | 愛知電視台    | 2016年1月13日－ | 星期三 26時35分－27時05分 | 東京電視網 |                |
| 日本全國   | AT-X          | 2016年1月14日－ | 星期四 23時30分－24時00分 | 衛星電視   | 製作委員會成員 |
| 日本全國   | d Anime Store | 2016年1月15日－ | 星期五 12時00分 更新      | 網絡電視   | 製作委員會成員 |
| 日本全國   | NICONICO直播  | 2016年1月18日－ | 星期一 22時30分－23時00分 | 網絡電視   |                |
| 日本全國   | NICONICO頻道  | 2016年1月18日－ | 星期一 23時00分 更新      | 網絡電視   |                |
| 熊本縣     | 熊本放送      | 2016年1月31日－ | 星期日 25時50分－26時20分 | 日本新聞網 |                |

### BD&DVD
| 卷數 | 發售日期      | 收錄話數        | 規格編號 | 規格編號 |
| 卷數 | 發售日期      | 收錄話數        | BD       | DVD      |
| ---- | ------------- | --------------- | -------- | -------- |
| 1    | 2016年3月18日 | 第1話 - 第2話   | MNPS-105 | MNPS-106 |
| 2    | 2016年4月20日 | 第3話 - 第4話   | MNPS-107 | MNPS-108 |
| 3    | 2016年5月25日 | 第5話 - 第6話   | MNPS-109 | MNPS-110 |
| 4    | 2016年6月22日 | 第7話 - 第8話   | MNPS-111 | MNPS-112 |
| 5    | 2016年7月20日 | 第9話 - 第10話  | MNPS-113 | MNPS-114 |
| 6    | 2016年8月24日 | 第11話 - 第12話 | MNPS-115 | MNPS-116 |

## 反響與評價
2014年，《蒼之彼方的四重奏》初回限定版在該年Getchu.com的11月月銷量排行榜上排名第一。在Getchu所舉辦的2014年美少女遊戲大賞中，《蒼之彼方的四重奏》在綜合類排名第二、劇本獎排名第六、圖像獎排名第五、音樂獎排名第七、OP影片獎排名第五，角色有坂真白在角色獎排名第十、倉科明日香排名第十四。而《蒼之彼方的四重奏》在2014年萌系遊戲大賞中獲得年度排名第一名、玩家支持賞金獎以及年度大賞。
续作《苍之彼方的四重奏 EXTRA2》登上Getchu公布的2020年度销量排行榜第十位。

## 外部連結
- 蒼之彼方的四重奏官方網站 （页面存档备份，存于）（日語）
- 蒼之彼方的四重奏中文版官方網站 （页面存档备份，存于）（简体中文）
- 蒼之彼方的四重奏英文版官方網站 （页面存档备份，存于）（英文）
- sprite/fairys公式的X（前Twitter）（日語）
- YouTube上的（日語）
- sprite/fairys RADIO 緒方惠美與妖精之國～蒼之彼方的四重奏廣報局～ （页面存档备份，存于）（日語）
- 蒼之彼方的四重奏 電視動畫官方網站 （页面存档备份，存于）（日語）
- Steam上的《苍之彼方的四重奏》 （页面存档备份，存于）（简体中文）
- 《蒼之彼方的四重奏》在視覺小說數據庫的頁面 （英文）